# مجلة جاليري 68
جاليري 68 كانت مجلة أدبية طليعية كان مقرها الرئيس في القاهرة، بمصر. استمرت المجلة في الصدور خلال الفترة من 1968 إلى 1971 مع انقطاع لمدة عام وأصدرت ثمانية أعداد فقط.

## التاريخ والملف الشخصي
تأسست جاليري 68 في القاهرة على يد مجموعة من عشرة فنانين مصريين، من بينهم أحمد مرسي وإدوار الخراط. والشخصيات الأخرى المرتبطة بالمجلة هي بهاء طاهر، وصنع الله إبراهيم، وإبراهيم أصلان، ويحيى طاهر عبد الله. صدر العدد الأول في أيار-حزيران 1968. كان مرسي رئيس التحرير في الأعداد الأولى، لكنه تولى فيما بعد دور المحرر الفني والمشرف 
وكانت المجلة تتضمن في كثير من الأحيان قصصًا قصيرة، وكان كل إصدار منها خاضعًا لسيطرة وزارة الثقافة. ويذكر أحمد مرسي أن الوزيرين ثروت عكاشة وبدر الدين أبو غازي كانا مرنين للغاية ومتسامحين بشأن محتوى المجلة. ومع ذلك، ألغت الوزارة ترخيص المجلة في عام 1970. وعلى الرغم من استئناف النشر، إلا أنه توقف في عام 1971 بعد نشر ثمانية أعداد. ومن بين مؤسسيها العشرة، استمر أحمد مرسي فقط في العمل بالمجلة حتى العدد الأخير.

## الرسالة والمحتوى
بدأت جاليري 68 كاحتجاج على هزيمة مصر في الحرب ضد إسرائيل في عام 1967 وعرضت العديد من الحلول الجمالية لهذه الحادثة. ومع ذلك، لم تعمل كجهاز سياسي. وبدلاً من ذلك، كانت المجلة بمثابة منصة نشر لأولئك الذين لم يتم قبول كتاباتهم وأعمالهم للنشر في المجلات السائدة.
بالإضافة إلى ذلك، كانت جاليري 68 بمثابة منتدى للأشكال الأدبية التجريبية. أعلن مؤسسو المجلة أنها لن تتبع الأنواع الأدبية الراسخة. ولذلك لم تدعم منهجين أدبيين سائدين في مصر في تلك الفترة، وهما: الرومانسية التي تبناها إحسان عبد القدوس وعبد الحليم عبد الله، والواقعية التي مثلها بشكل رئيس نجيب محفوظ ويوسف إدريس.
وقد عرضت مجلة جاليري 68 ترجمات من الأدب الفيتنامي [الإنجليزية] الذي كان شائعًا جدًا بين المجلات الأدبية العربية في تلك الفترة.